# Élections constituantes de 1946 dans l'Aude
Les élections constituantes françaises de 1946 se déroulent le 2 juin. Elles doivent réécrire une constitution après l'échec du référendum du 5 mai.

## Mode de scrutin
Les députés sont élus selon le système de représentation proportionnelle suivant la règle de la plus forte moyenne dans le département, sans panachage ni vote préférentiel. 
Il y a 586 sièges à pourvoir.
Dans le département de l'Aude, quatre députés sont à élire.

## Élus
Les quatre députés élus sont : 
| Identité        | Parti |
| --------------- | ----- |
| Georges Guille  | SFIO  |
| Joseph Cerny    | PCF   |
| Gabriel Cudenet | RGR   |
| Albert Gau      | MRP   |

## Résultats

### Résultats à l'échelle du département
| Parti    | Parti                                          | Tête de liste   | Résultats | Résultats | Sièges | Sièges |
| Parti    | Parti                                          | Tête de liste   | Voix      | %         |        |        |
| -------- | ---------------------------------------------- | --------------- | --------- | --------- | ------ | ------ |
|          | Section française de l'Internationale ouvrière | Georges Guille  | 45 367    | 33,87     | 1      |        |
|          | Parti communiste français                      | Joseph Cerny    | 34 731    | 25,93     | 1      |        |
|          | Rassemblement des gauches républicaines        | Gabriel Cudenet | 29 328    | 21,89     | 1      |        |
|          | Mouvement républicain populaire                | Albert Gau      | 24 539    | 18,32     | 1      |        |
|          |                                                |                 |           |           |        |        |
| Inscrits | Inscrits                                       | Inscrits        | 170 304   | 100,00    | 4      |        |
| Votants  | Votants                                        | Votants         | 136 051   | 79,89     |        |        |
| Exprimés | Exprimés                                       | Exprimés        | 133 965   | 98,47     |        |        |